# Fifteen (série télévisée)
 (juillet 2024).
Si vous disposez d'ouvrages ou d'articles de référence ou si vous connaissez des sites web de qualité traitant du thème abordé ici, merci de compléter l'article en donnant les références utiles à sa vérifiabilité et en les liant à la section « Notes et références ».
Fifteen (ou Hillside au Canada) est une série télévisée dramatique pour adolescents diffusée sur YTV au Canada et sur Nickelodeon de 1991 à 1993.

## Production
La série est créée et produite par John T. Binkley et constitue le seul feuilleton pour adolescents de Nickelodeon[réf. nécessaire]. Le spectacle a été tourné sur bande vidéo, semblable à la plupart des drames de jour[réf. nécessaire].
La série est d'abord conçue sous le nom d'Hillside au Canada pour Disney Channel où une saison pilote de 13 épisodes est testée aux États-Unis[réf. nécessaire]. Disney décide finalement de ne pas poursuivre le projet et Nickelodeon et des partenaires canadiens se joignent à John T. Binkley pour produire la série. Le reste de la série est connue sous le nom de Fifteen aux États-Unis[réf. nécessaire]. 
L'émission est ensuite syndiquée dans le monde entier, avec par exemple des diffusions en Allemagne et à Israël[réf. nécessaire]. Les droits de rediffusion sont détenus par Peter Rodgers, qui rend la première saison disponible gratuitement sur Prime Video[réf. nécessaire].

## Distribution
La distribution subit plusieurs changements au cours de ses quatre saisons. Les plus notables sont Laura Harris, Enuka Okuma et Ryan Reynolds. Ce dernier admet plus tard qu'il n'aimait pas tellement travailler sur la série et qu'il a brièvement envisagé d'arrêter complètement[réf. nécessaire].